# ELinks
ELinks è un browser web testuale per sistemi operativi nativi UNIX.

## Sviluppo e contesto[1]
Il suo sviluppo iniziò verso la fine del 2001 come un fork sperimentale (Experimental, da qui il nome ELinks) del browser web Links. Da allora, con i miglioramenti al browser, alla "E" è stato attribuito il significato di Enhanced o Extended (migliorato o esteso). Dal 1º settembre 2004, il manutentore del progetto ELinks è diventato Jonas Fonseca, che succede al precedente, Petr Baudiš, a causa della mancanza di tempo e perdita di interesse di quest'ultimo.
Uno dei maggiori miglioramenti di ELinks rispetto a Links, è l'aggiunta dei tab, inoltre è in corrente sviluppo il supporto per i fogli di stile e ECMAScript.